# Tom Petersson
Thomas John Peterson, connu sous le nom de Tom Petersson, né le 9 mai 1950 à Rockford, est un auteur-compositeur-interprète américain, célèbre comme bassiste du groupe Cheap Trick. Il est l'inventeur, en 1977, de la basse à 12 cordes.

## Biographie
Avant de rejoindre Cheap Trick en novembre 1973, il a joué dans de nombreux groupes dès 1967 en compagnie de Rick Nielsen (Bol Weevils, The Grim Reapers, Fuse, Sick Man of Europe...). 
En 1980, fatigué par les longues tournées du groupe, il décide de le quitter. Il devient en 1982 le bassiste du groupe Carmine Appice and Friends qui se produit sur New York et au Japon. Il sort en 1984 LP Tom Peterson and Another Language (en) et reforme avec Pete Comita, qui l'a remplacé à la basse dans Cheap Trick, le groupe Sick Man of Europe qui tourne jusqu'en 1987. 
Tom Petersson accompagne aussi la chanteuse Janna Allen (en) avec qui il co-écrit des chansons. En 1987, il réintègre Cheap Trick. L'album Lap of Luxury (en) obtient un succès d'envergure et le titre The Flame prend la première place des charts américains. Le groupe part alors pour une tournée mondiale. 
Comme compositeur, il signe des titres pour de nombreux artistes tels que : Donovan, Willie Nelson, Mick Jagger, Harry Nilsson, Bill Lloyd, Frank Black, Concrete Blonde, Foster & Lloyd (en), Edan Everly (en) ou The Mavericks.

### Vie privée
Marié à Alison, le couple a deux enfants : Liam et Lilah. En 2014, avec sa femme, Tom Petersson fonde l'association Rock Your Speech dont le but est de travailler à la prise de conscience et à la compréhension du trouble du spectre autistique en utilisant la musique pour aider les enfants à surmonter les difficultés de la parole associées à l'autisme.

## Hommage
Réputé comme un pionnier de la basse à 12 cordes, la marque Gretsch crée en son honneur la USA Custom Shop Tom Petersson Signature 12-String Falcon Bass en 2017.